# La Granjuela
La Granjuela – gmina w Hiszpanii, w prowincji Kordoba, w Andaluzji, o powierzchni 56,15 km². W 2011 roku gmina liczyła 510 mieszkańców.